# Stosunki azerbejdżańsko-meksykańskie
Stosunki azerbejdżańsko-meksykańskie – stosunki dyplomatyczne łączące Azerbejdżan i Meksyk.

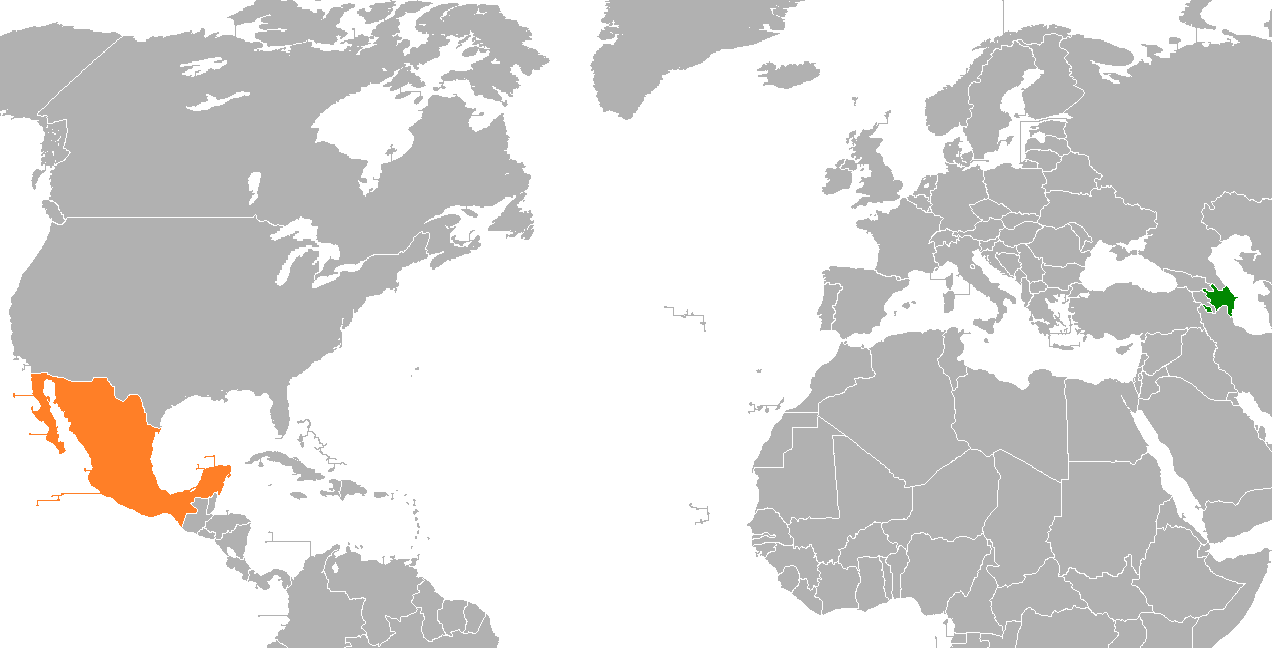
Lokalizacja Meksyku (pomarańczowy) i Azerbejdżanu (zielony)

## Historia

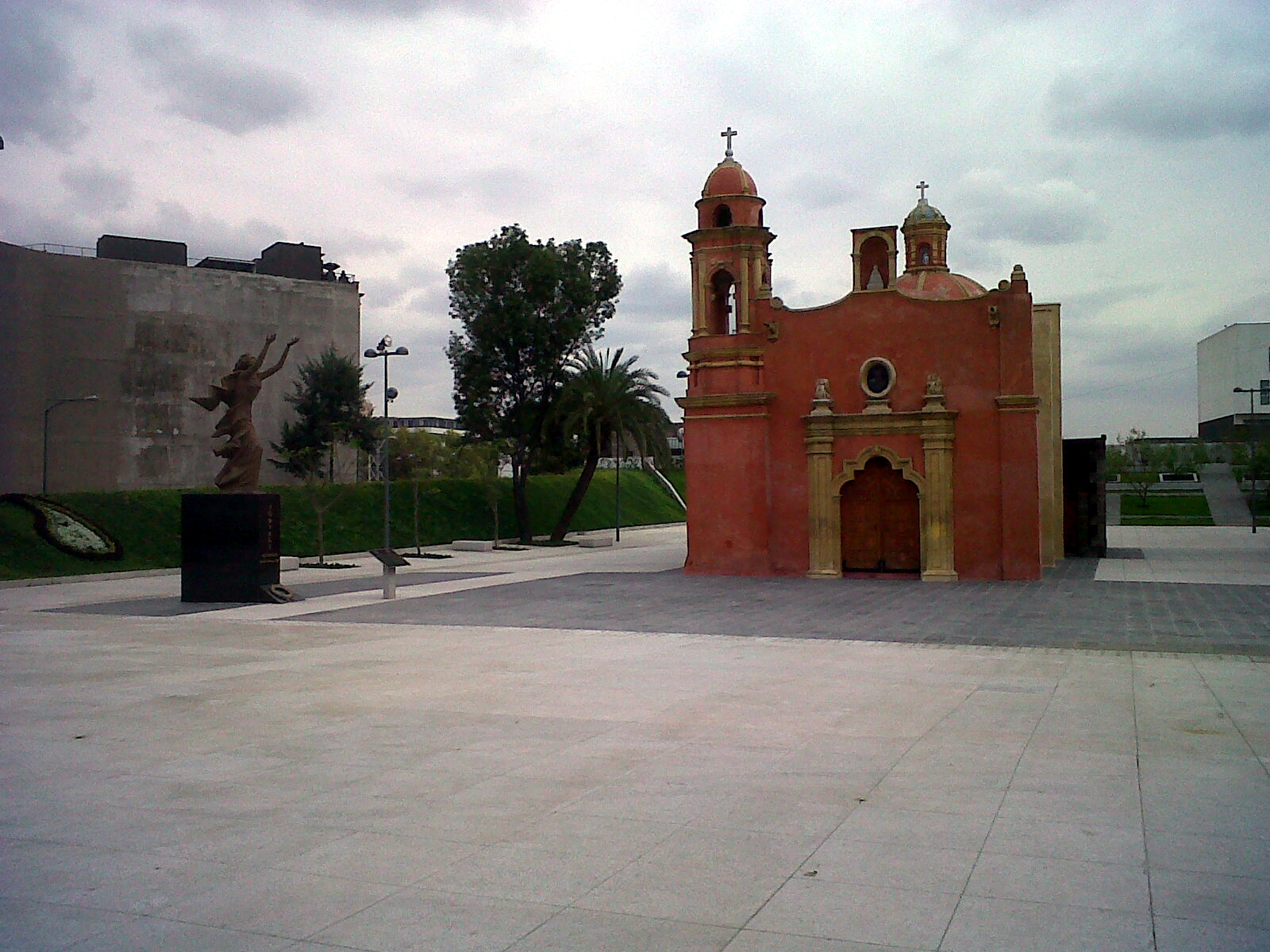
Pomnik ofiar masakry w Xocalı na placu Tlaxcoaque w mieście Meksyk

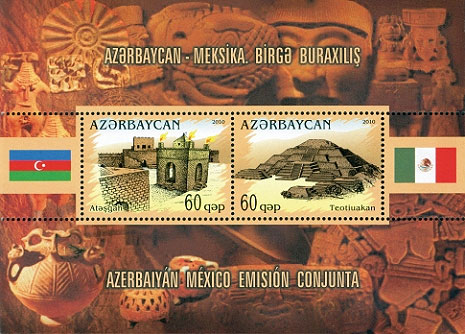
Pamiątkowe znaczki azerbejdżańskie i meksykańskie

W grudniu 1991 roku podczas rozpadu Związku Radzieckiego Meksyk uznał niepodległość Azerbejdżanu. 14 stycznia 1992 roku oba państwa nawiązały stosunki dyplomatyczne. Początkowo relacje były prowadzone przez ambasady w państwach trzecich: ambasadę Azerbejdżanu w Waszyngtonie (Stany Zjednoczone) oraz ambasadę Meksyku w Ankarze (Turcja). W 2007 roku Azerbejdżan otworzył swoją ambasadę w mieście Meksyk, a w 2014 roku Meksyk otworzył swoją ambasadę w Baku.
Dla uczczenia 200. rocznicy uzyskania niepodległości przez Meksyk w 2010 roku władze Meksyku zezwoliły innym państwom przebudować parki i place w stolicy. Rząd Azerbejdżanu zdecydował postawić pomnik Heydərowi Əliyevowi, prezydentowi Azerbejdżanu w latach 1993-2003, na alei Paseo de la Reforma w parku Chapultepec, natomiast na placu Tlaxcoaque umieszczono monument upamiętniający ofiary masakry w Xocalı, którą Senat Meksyku w 2011 roku uznał za ludobójstwo. W listopadzie 2012 roku część mieszkańców stolicy oskarżyła meksykańskich urzędników o pozwolenie rządowi Azerbejdżanu na postawienie pomnika dyktatora, jak określili Heydəra Əliyeva. Zaproponowano przeniesienie pomnika w inne miejsce, lecz ambasada Azerbejdżanu zaprotestowała i zagroziła przerwaniem stosunków dyplomatycznych z Meksykiem. Meksykańscy urzędnicy zdecydowali się jednak przenieść pomnik na teren osiedla Lomas de Chapultepec, co spotkało się z ostrą reakcją ze strony Azerbejdżanu. Rząd tego państwa wstrzymał 3,8 miliarda USD przeznaczonych na inwestycje w Meksyku.

## Wizyty państwowe
Wizyty przedstawicieli Azerbejdżanu w Meksyku:
- Minister Spraw Zagranicznych Elmar Məmmədyarov (2011, 2012)

W 1982 roku ówczesny wicepremier ZSRR Heydər Əliyev stanął na czele radzieckiej delegacji i spotkał się z prezydentem Meksyku José Lópezem Portillo. W 2014 roku grupa meksykańskich senatorów złożyła oficjalną czterodniową wizytę w Azerbejdżanie.

## Handel
W 2014 roku dwustronna wymiana handlowa wyniosła zaledwie 1,5 miliona USD. Azerbejdżan eksportuje do Meksyku głównie sprzęt komputerowy, natomiast Meksyk tequilę i piwo.

## Placówki dyplomatyczne
Azerbejdżan posiada ambasadę w mieście Meksyk, natomiast Meksyk posiada ambasadę w Baku.